# Vizită la domiciliu
Vizită la domiciliu (titlul original: în engleză House Calls) este un film de comedie romantică,  realizat în 1978 de regizorul Howard Zieff, bazat pe romanul „Les Deux Anglaises et le Continent” al scriitorului Henri-Pierre Rochéprotagoniști fiind actorii Walter Matthau, Glenda Jackson, Art Carney și Richard Benjamin.

## Rezumat
Doctorul văduv Charles Nichols încearcă să revină în jocul întâlnirilor cu o persoană feminină, deoarece îi este greu să se adapteze la viața de bărbat singur. Orice încercare de a întâlni femei pare să se încheie cu un dezastru. Abia când o întâlnește pe Ann ca pacientă la spital, începe să creadă că ar putea să-și găsească dragostea din nou. Dar atât Charles, cât și Ann au probleme cu inițiativa de a se angaja și niciunul nu vrea să fie primul care se aruncă într-o altă relație pe termen lung...

## Distribuție
- Walter Matthau – dr. Charles Nichols
- Glenda Jackson – Ann Atkinson
- Art Carney – Dr. Amos Willoughby
- Richard Benjamin – dr. Norman Solomon
- Candice Azzara – Ellen Grady
- Dick O'Neill – Irwin
- Thayer David – Phil Pogostin
- Gordon Jump – dr. O'Brien
- Bill Fiore – Dr. Sloan
- Taurean Blacque – Levi
- Charles Matthau – Michael Atkinson
- Len Lesser – chelnerul
- Nancy Hsueh – Gretchen
- Alma Beltran – Gina
- Anita Alberts – asistenta
- Bob Goldstein – taximetristul
- Patch Mackenzie – Edith Baskin
- Judith Brown – asistenta
- Robert Trujillo – băiatul mexican